# Achitophel
אחיתופל
Compléments
Conseiller de David et d'Absalom
Achitophel, en hébreu : אחיתופל, « frère de la folie », est un personnage de l'Ancien Testament, conseiller du roi David puis de son fils Absalom.

## Biographie
Achitophel est natif de Gilo. Il est, selon le Tanakh, le père d'Ammiel (ou Éliam), lui-même père de Bethsabée, femme d'Urie le Hittite, et ensuite du roi David.
Quand Absalom se rebelle contre son père pour être reconnu roi par la majeure partie des Israélites, il fait venir à lui Achitophel, conseiller de David, pour le consulter avant de prendre des décisions ; car les conseils d'Achitophel sont écoutés comme des oracles de Dieu lui-même. En quittant David, Achitophel part sur une mauvaise pente, son cœur n'est plus droit.
Ce retournement de situation inquiète David : « Seigneur, s'écriait-il dans l'angoisse de son âme, renverse les conseils d'Achitophel ». Quand, son ami Chusaï rejoint David pour le suivre dans sa fuite, il lui demande de retourner à Jérusalem pour faire semblant d'offrir ses services à Absalom mais en réalité pour contredire les conseils d'Achitophel.
À Jérusalem, Achitophel conseille dans un premier temps à Absalom d'abuser des concubines de son père pour le déshonorer afin, espère-t-il, qu'en réaction à ce déshonneur, les Israélites se tournent vers Absalom. Il lui propose également d'anéantir son père David, en le poursuivant avec 12 000 hommes de guerre. Absalom prend ensuite avis de Chusaï. Celui-ci s'oppose au conseil d'Achitophel et propose que tout le peuple d'Israël s'unisse pour renverser le roi David. Le stratagème d'Achitophel, bien que meilleur tactiquement, est écarté, ce qui précipitera la chute d'Absalom.
Désavoué, Achitophel quitte Jérusalem et rentre chez lui à Gilo, où il se suicide par pendaison en -1019. Il est inhumé dans le sépulcre de ses pères. Ce geste traduit certainement la crainte d'Achitophel du sort que David lui aurait fait subir après être remonté sur le trône.